# Папа Хадријан VI
Хадријан VI, такође познат и као Хадријан из Утрехта, рођен је 2. марта 1459. године у Утрехту, а умро је 14. септембра у Риму. Био је папа римокатоличке цркве од 1522. до 1523. године. Световно име му је било Хадријан Флоренц.
Био је најпре учитељ Карла V и неко време регент у Шпанији. Истако се и као теолошки писац. Своје планове о темељној реформи цркве и о уједињењу европских земаља у борби против Турака није остварио због кратког понтификата. 